# Grand Theft Auto (игра)
Grand Theft Auto (сокращённо — GTA) — компьютерная игра в жанре action-adventure, первая в составе известной одноимённой франшизы.
Игроку предстоит взять на себя роль преступника, который может свободно перемещаться по городу и выполнять различные задания криминального характера, такие как заказные убийства, угоны и так далее.

## Игровой процесс
Grand Theft Auto состоит из шести уровней — на каждом уровне игроку необходимо набрать определённое количество денег, выполняя разные задания местных криминальных авторитетов, угоняя транспорт и устраивая хаос во всём городе, на что даётся пять жизней-попыток.
Деньги игрок может потратить например, на перекраску своих автомобилей. Однако, растрачивая деньги, игрок пропорционально их теряет, отдаляя, таким образом, переход на следующий уровень.
Набрав необходимую сумму, игрок должен посетить определённое место на карте, после чего он переходит на следующий уровень.
Главная отличительная черта игры в том, что игрок свободен в выборе: он может свободно путешествовать и делать всё, что захочет. Игрок при желании может посетить любое место в городе, крушить машины и убивать людей на улицах, красть и продавать дорогие машины. Для прохождения уровня при этом не требуется выполнить определённый набор миссий, что, в своём роде, отличает классические игры Grand Theft Auto от более поздних частей серии.
В заданиях игры также присутствует свобода действий, так как обычно игрок сам выбирает дорогу к фиксированному пункту назначения. Такой уровень свободы нетипичен для большинства экшн-игр; свобода действия, перемещения и разнообразие возможностей стали визитной карточкой серии Grand Theft Auto и сделали её одной из самых известных и продаваемых серий в истории игровой индустрии.
Существуют различные способы заработать нужную для прохождения сумму. Например, совершая различные преступления: таран автомобилей (10$) или убивая полицейских (1000$). Чем серьёзнее преступление, тем больше зарабатывается денег. Любые преступления привлекают внимание полиции, однако чем больше награда за преступление, тем сильнее оно привлечёт внимание полиции. Другой способ заработать — угон машин и их продажа в доках. Это обычно приносит от одной тысячи до двенадцати, в зависимости от стоимости автомобиля.
Однако, самый лёгкий способ заработка в игре — это прохождение миссий. Успешное выполнение задания приносит в среднем 50 000$, поэтому, несмотря на необязательность представленных на уровне миссий, игроку целесообразно начать заниматься ими, что ненавязчиво втягивает игрока непосредственно в сам игровой процесс.
Также, при выполнении миссии множитель увеличивается на единицу. При получении каких-либо денег они всегда умножаются на текущий множитель. Например, если множитель равен трём, то за убийство полицейского начисляется 3000$ вместо обычных 1000$. Это относится ко всем начисляемым средствам, включая выплаты за прохождение миссий.
В игре не предусмотрена возможность сохранения, однако игрок волен продолжить игру начиная с любого из разблокированных уровней.

### Полиция
Полиция занимает очень важное место в GTA, ограничивая игрока в его действиях. Чтобы попасть под внимание полиции, игроку достаточно совершить несколько правонарушений: задавить пешехода, столкнуться с машиной полиции, начать перестрелку на улице. Всего в игре 4 уровня розыска (4 головы). Количество «голов» влияет лишь на заинтересованность вами полицией и числа машин, так как в Grand Theft Auto нет спецназа, ФБР и армии. В каждой машине есть по одному полицейскому — вооружённому пистолетом. Иногда уровень внимания полиции повышается из-за условий взятой миссии (например, во время ограбления банка).
Цель полиции — арестовать игрока, но, если уровень их внимания достаточно высок, то преследующий игрока полицейский вполне может и убить его. Если же игрока арестовывают, то он в конце концов оказывается у полицейского участка — без оружия, брони и множителя очков. В отличие от других частей игры, в первой части даже первый уровень розыска не может пропасть сам по себе, даже если вы отойдете в безлюдное место.
Избавиться от полиции можно двумя способами:
- Найти «Полицейский значок», который снизит уровень внимания до нуля.
- Заехать в автомастерскую и перекрасить машину.

### Автомобили

Скриншот PC-версии игры

В игре представлено огромное количество машин, начиная с быстрых спортивных авто и заканчивая медленными грузовиками. Каждая из них может быть украдена протагонистом игры. Каждый автомобиль взрывается после определённого числа выстрелов из любого оружия или после одного выстрела из гранатомёта. Грузовики выдерживают 40 пистолетных выстрелов, легковушки — 15-20. Легковые автомобили взрываются после нескольких столкновений с грузовиком или лимузином. Некоторые автомобили также включают дополнительные миссии и спрятаны по всему городу. В городах также работает ж/д вокзал, который позволяет игроку быстро добраться до нужной точки города (только PC версия). Также в игре есть радиоуправляемые машинки, доступные в некоторых миссиях.
Кроме автомобилей, игрок также может передвигаться на мотоциклах, которые более быстрые и управляемые. Мотоциклы имеют лучшую проходимость (на них можно ехать по лестницам) и на них невозможно задавить пешеходов. При столкновении с другим транспортным средством игрок падает с мотоцикла.
В городе также можно отыскать средства передвижения различных городских служб: Пожарные машины, скорая помощь, патрульные машины. Ни одна из перечисленных машин не может быть перекрашена или продана. Также в игре имеется танк. Он может давить другие автомобили, однако после множества столкновений взрывается сам.

## Сюжет
Сюжет Grand Theft Auto раскрывается через разговоры по телефону с работодателем. В игре есть несколько главных героев: игрок волен выбирать любого из них и выставлять любое понравившееся ему имя и на игре этот выбор никак не отобразится, за исключением разных текстур главного героя. Учитывая версию для PC, версию для Gameboy Color и японскую версию для PlayStation, по канону героем сюжета Grand Theft Auto может стать один из двадцати шести возможных персонажей.

### Глава 1: Gangsta Bang
Герой начинает свой путь в Либерти-Сити, работая на дона семьи Веркотти, по имени Роберт Майкл Питер Люк Фрэнсис Дарт Бруно Серальяно по прозвищу Бабби (англ. bubby — мальчуган). Семье Веркотти противостоит семья Сонетти, так что большинство миссий в Либерти-Сити так или иначе сконцентрированы вокруг этого конфликта. В конце главы герою звонит один из людей дона Сонетти — Кэбот, и назначает встречу за стрип-баром у центрального парка города. Кэбот делает герою предупреждение: не сметь переходить Сонетти дорогу, иначе это может закончиться смертью героя.

### Глава 2: Heist Almighty
В ходе противостояния двух криминальных семей Либерти-Сити, герой приводит семью Веркотти в самый верх криминального рейтинга, взорвав Кэбота и самого дона Сонетти в многоэтажном доме. Бабби связывается с героем, приглашая того в свой офис неподалёку от центрального парка. Там же Бабби говорит, что за героем охотится вся полиция города, поэтому он забронировал герою полёт в Сан-Андреас.

### Глава 3: Mandarin Mayhem
Сбежав из Либерти-Сити герой начинает работать на триады, возглавляемых Дядей Фу. Его цель — построить криминальный синдикат невероятной мощности. Начав с простых поручений по типу кражи автомобиля и заказного убийства, герой доходит до ограбления банка и устранения крупных криминальных и конкурентоспособных элементов, разрушает мост в яхтенной бухте за отказ мэра платить за крышевание, находит и убивает предателя, сдавшего Фу полиции, устраняет всех свидетелей; после показанной героем верности триаде, Дядя Фу при встрече в Чайна-Тауне выразит ему свою благодарность, в том числе и за почитание их семьи.

### Глава 4: Tequila Slammer
Закончив работать на триады, на героя выходит Эль-Бурро, предлагая поработать на него. Эль-Бурро — бисексуальный босс мексиканской банды в районе Атлантик-Хайтс. Не враждует с триадами, однако ввязывается в потасовки с якудзой. Герою предстоит убрать для Эль-Бурро предателей, украсть грузовик с химикатами, утопить гражданские автомобили определённых полицейских, угнать служебный транспорт города для съёмок фильма. Встретившись с героем в своём любимом баре «Красный Моллюск» в Атлантик-Хайтс, Эль-Бурро произносит двусмысленную фразу, что «лично отблагодарит» героя (вероятнее всего, путёвкой в солнечный город Вайс-Сити).

### Глава 5: Bent Cop Blues
Вместо пляжей и загара герой получает телефонный звонок, в котором некий Сэмюель Дивер, представляясь окружным прокурором, говорит, что имеет на героя все доказательства совершенных им преступлений, шантажируя его таким образом и заставляя выполнять самую грязную работу: уничтожение улик и доказательств, убийства людей, которые что-то знают о деятельности Дивера и прочее. Главным противником Сэмюеля выступает ямайская банда «Братство Джа Армия Любви», называемая им «Раста» и возглавляемая Братом Маркусом. Также в ходе этой главы герою предстоит убить Эль-Бурро во время сделки в парке Вайс-Шорс. В конце концов, Дивер назначает герою встречу за полицейским участком в районе Банановой Рощи, где уже лично предупреждает героя о том, что если он что-то делает за его спиной, то это может плохо для него закончиться.

### Глава 6: Rasta Blasta
Глава начинается с очередного задания Сэмюеля, в котором необходимо заминировать автомобиль члена банды «Братство Джа Армия Любви». Далее Сэмюель просит разузнать, что от героя хочет ямайская банда. Встретившись с представителями Раста, они предлагают герою выбор: начать работать на них, или же продолжить выполнять для Дивера грязную работу (если игрок выбирает работать на Дивера, то в дальнейшем сам Брат Маркус подставит главного героя, вынудив работать на Раста). Так, герой начинает работать на Брата Маркуса, противостоя «Вавилону». Герой взрывает убежище Сэмюеля Дивера и завоёвывает репутацию среди Братства, после чего встречается в автомастерской с Братом Маркусом в Грик-Хайтс. Маркус даёт герою кейс с «серьёзным кэшом», и надеется, что не увидит героя ещё очень долго.

## Разработка и выпуск
Изначально игре хотели дать название Race’n’Chase. 22 марта 2011 года опубликованы документы, датированные 1995 годом, с описанием концепции игры, которая в итоге и стала первой игрой Grand Theft Auto. Ранее планировались версии для Sega Saturn и Nintendo 64, но они были отменены.

## Саундтрек
Игра Grand Theft Auto имеет семь радиостанций, а также радиочастоту полиции, которые можно услышать, когда персонаж находится в автомобиле, тем не менее в каждом транспортном средстве можно получить только ограниченное количество этих радиостанций. В версии игры для PlayStation каждый автомобиль имел только одну радиостанцию.
Главной темой игры является музыкальная композиция «Gangster Frіday» — Крейга Коннера, которая больше не появляется ни на одной радиостанции игры. За исключением ведущего радио, названия песен на радиостанциях никогда не упоминаются в игре. Тем не менее, саундтреки перечислены в приложении к игре.
Коллекционное издание Grand Theft Auto включило саундтреки игры на отдельном CD.

### Радиостанции
Brooklyn Underground FM
- Жанр: транс
- Список треков:

1. Retrograde — Benzoate
2. Government Listening Post — E104
3. Trancefer — Figiwhis

The Fix FM
- Жанр: техно
- Список треков:

1. Animal Testing Centre — DSP
2. Rotorman — Ride
3. Technophiliak — Largestar

The Fergus Buckner Show FM
- Жанр: кантри
- Список треков:

1. Sideways Hank O’Malley і The Alabama Bottle Boys — The Ballad of Chapped Lip Calquhoun

Head Radio FM
- Жанр: поп и рок
- Список треков:

1. Reality Bubble — Days Like These
2. Meme Traders — Automatic Transmission
3. Ohjaamo — Complications

It’s Unleashed FM
- Жанр: альтернативная музыка и хард-рок
- Список треков:

1. Stikki Fingers — 4 Letter Love
2. The Hounds — Let It Out
3. Bleeding Stump — Just Do It

N-CT FM
- Жанр: хип-хоп и рэп
- Список треков:

1. Da Shootaz — Joyride
2. Slumpussy — This Life
3. CCC Featuring Robert DeNegro — Blow Your Console

Radio ’76 FM
- Жанр: фанк и ретро
- Список треков:

1. Ghetto Fingers — On The Move
2. Ashtar — Aori
3. Stylus Exodus — Pootang Shebang

## Отзывы
| Сводный рейтинг       | Сводный рейтинг                         |
| Агрегатор             | Оценка                                  |
| --------------------- | --------------------------------------- |
| GameRankings          | (PC) 78,50 % (PS) 68,33 % (GBC) 57,33 % |
| Иноязычные издания    |                                         |
| Издание               | Оценка                                  |
| CVG                   | 7/10                                    |
| EGM                   | 6,5/10                                  |
| GamePro               | [ 5 ]                                   |
| GameRevolution        | B                                       |
| GameSpot              | (PC) 6,4/10 (PS) 8/10                   |
| IGN                   | 6/10                                    |
| Nintendo Power        | 6,2/10                                  |
| Русскоязычные издания |                                         |
| Издание               | Оценка                                  |
| «Игромания»           | [ 7 ]                                   |
| «НИМ»                 | 7,9/10                                  |
| «Страна игр»          | 7/10                                    |

В обзоре PC Zone говорилось о том, что изображённые в игре жестокость и преступная деятельность романтизированы, но вместе с тем очень привлекательны. Рецензент журнала Game.EXE Александр Вершинин в целом положительно отозвался об игре, указав в качестве недостатка только мультиплеер.